# Abraam d'El-Fayoum
Abraam d'El Fayoum (ou également appelé Anba Abraham l’évêque de Fayoum et de Gizeh) (arabe : الأنبا إبرام), né en 1829 et mort en 1914, est un évêque métropolitain de l'Église copte orthodoxe d'El-Fayoum et de Gizeh, en Égypte. Il est considéré comme Saint par l’Église copte.

## Biographie
Baulos Gabriel, de son nom de naissance, est né en 1829 dans une petite ville égyptienne, près du Caire, dans un foyer copte orthodoxe pratiquant. 
Vers l'âge de 15 ans, il fut ordonné diacre, comme le lui avaient conseillé de nombreux prêtres. Quelque temps plus tard, il rejoint le monastère d'El-Moharrak, où il prit le nom de Frère Abraam. 
Par la suite, il fut appelé par l'évêque diocésain pour le servir et transforma son palais épiscopal en maison pour les pauvres. Après avoir été ordonné prêtre pour l'Église copte orthodoxe, il put rejoindre son monastère en 1863.Frère Abraam rejoint celui d'Anba Bishoy puis celui d'El-Baramous, où il se consacra plus particulièrement à l'étude, la prière et à la charité. 
En 1881, il fut nommé évêque métropolitain d'El-Fayoum. 
Abraam meurt le 10 juin 1914. Des centaines de milliers de personnes assistèrent à ses obsèques, chrétiens comme musulmans.

## Vénération
En 1964, le Concile des évêques de l'Église copte orthodoxe décidèrent d'élever Abraam d'El-Fayoum à la gloire des Saints.
Saint Abraam est liturgiquement célébré par les coptes le 10 juin.